# ダリア・クリメントヴァ
ダリア・クリメントヴァ（Daria Klimentová、1971年6月23日 - ）は、チェコ出身の元バレエダンサー、バレエ教師、写真家である。現役生活のほとんどをイングリッシュ・ナショナル・バレエ団のリード・プリンシパルとして過ごした。現在はロイヤル・バレエ学校アッパー・スクールで教えている。

## 幼少期
共産主義政権下のプラハ出身。最初は体操選手として訓練を積んだが、より長いキャリアを過ごせるバレエに転向した。プラハ州立音楽舞踊学院で8年間バレエ教育を受け、最高の成績を収めて卒業した。

## 経歴

### ダンサーとして
卒業後の1989年にプラハのチェコ国立バレエ団にソリストとして入団、翌年にはプリンシパルに昇格した。1992年には南アフリカのケープタウン・シティ・バレエ団にプリンシパルとして移籍した。さらにその翌年にはスコティッシュ・バレエ団のプリンシパルとなった。
1996年には当時の芸術監督デレク・ディーンに招かれてイングリッシュ・ナショナル・バレエ団に移籍した。『眠れる森の美女』のオーロラ姫、『くるみ割り人形』の金平糖の精、『マノン』のタイトル・ロールなど、同団のレパートリーの多くに出演した。また、同団の新作『カミーユ』、『雪の女王』、『Double Concerto』ではプリンシパル・ロールを初演している。『Double Concerto』を振り付けたクリストファー・ハンプソンとは、創作活動において密接な関係を築いていた。
2010年には、客演にポリーナ・セミオノワを迎えて行う『白鳥の湖』公演において、セミオノワとパートナーを組む19歳年下のワディム・ムンタギロフのリハーサル・パートナーを務めた。しかし、セミオノワにビザが下りず、公演初日に間に合わなくなったため、クリメントヴァが代役として公演に臨んだ。この際のパフォーマンスが批評家の称賛を集め、ムンタギロフとのパートナーシップは同様に19歳差で伝説と称されたマーゴ・フォンテインとルドルフ・ヌレエフのパートナーシップと比較された。このリハーサルと公演は、BBC Fourのドキュメンタリー「Agony and Ecstasy: A Year with English National Ballet」で取り上げられた。それ以降、クリメントヴァは頻繁にムンタギロフとパートナーを組むようになった。クリメントヴァは、ムンタギロフとのパートナーシップは、自らが20年間待っていたものだと語っている。
2014年、クリメントヴァは自身の年齢と、長きに渡るキャリアを理由として、ダンサーを引退することを発表した。この時、ほぼ同時期にロイヤル・バレエ団への移籍を発表していたムンタギロフは相談を受けたという。6月、42歳でクリメントヴァは引退公演の『ロメオとジュリエット』に臨んだ。ムンタギロフはロイヤル・バレエ団に移籍していたが、クリメントヴァと踊るために一時的にイングリッシュ・ナショナル・バレエ団に復帰した。

### 教師として
2003年には、プラハで国際的なマスタークラスを立ち上げ、タマラ・ロホやニコラ・ル・リッシュ、フリオ・ボッカといったスター・ダンサーを講師として招いて指導を行った。
2014年にロイヤル・バレエ学校で教師となるためのトレーニングを修了した。その年後半、ダンサーを引退した後、ロイヤル・バレエ学校アッパー・スクールの教員となった。

### その他の活動
2013年3月、クリメントヴァは「Daria Klimentova – Agony and Ecstasy: My Life in Dance」と題する自伝を上梓し、その中で共産主義時代のチェコスロバキアでの訓練と、自身のキャリアについて詳しく述べている。
この他、写真家としても活動している。

## 私生活
クリメントヴァは、娘を1人儲けている。